# Division 1 Féminine 2010-2011
La Division 1 Féminine 2010-2011 è stata la 37ª edizione della massima divisione del campionato francese femminile di calcio. Il campionato è iniziato il 4 settembre 2010 e si è concluso il 29 maggio 2011. L'Olympique Lione ha vinto il campionato per il quinto anno consecutivo.. Capocannoniere del torneo è stata Laëtitia Tonazzi (FCF Juvisy) con 20 reti realizzate.

## Stagione

### Novità
Dalla Division 1 Féminine 2009-2010 sono stati retrocessi in Division 2 Féminine il Soyaux e il Montigny. Dalla Division 2 Féminine sono stati promossi il Rodez e il Le Mans.

### Formato
Le 12 squadre si affrontano in un girone all'italiana con partite di andata e ritorno, per un totale di 22 giornate. La squadra prima classificata è campione di Francia, mentre le ultime tre classificate retrocedono in Division 2. Le prime due classificate sono ammesse alla UEFA Women's Champions League.

## Squadre partecipanti
| Club                | Città            | Stadio                  | Stagione 2009-2010              |
| ------------------- | ---------------- | ----------------------- | ------------------------------- |
| Hénin-Beaumont      | Hénin-Beaumont   | Stadio Octave-Birembaut | 7º posto in Division 1          |
| FCF Juvisy          | Juvisy-sur-Orge  | Stadio Georges Maquin   | 2º posto in Division 1          |
| La Roche-sur-Yon    | La Roche-sur-Yon | Stadio de Saint-André   | 10º posto in Division 1         |
| Le Mans             | Le Mans          | Stadio Léon Bollée      | 1º posto in Division 2 gruppo B |
| Montpellier         | Montpellier      | Stadio Jules Rimet      | 4º posto in Division 1          |
| Olympique Lione     | Lione            | Stade de Gerland        | Campione di Francia             |
| Paris Saint-Germain | Parigi           | Stadio George-Lefèvre   | 3º posto in Division 1          |
| Rodez               | Rodez            | Stadio Paul Lignon      | 1º posto in Division 2 gruppo A |
| Saint-Étienne       | Saint-Étienne    | Stadio Léon Nautin      | 6º posto in Division 1          |
| Stade Briochin      | Saint-Brieuc     | Stadio Fred Aubert      | 9º posto in Division 1          |
| Tolosa              | Tolosa           | Stadio de la Ramée      | 8º posto in Division 1          |
| Yzeure              | Yzeure           | Stadio de Bellevue      | 5º posto in Division 1          |

## Classifica finale
|  | Pos. | Squadra             | Pt | G  | V  | N | P  | GF  | GS | DR   |
|  | ---- | ------------------- | -- | -- | -- | - | -- | --- | -- | ---- |
|  | 1.   | Olympique Lione     | 88 | 22 | 22 | 0 | 0  | 106 | 6  | +100 |
|  | 2.   | Paris Saint-Germain | 74 | 22 | 17 | 1 | 4  | 43  | 16 | +27  |
|  | 3.   | Montpellier         | 71 | 22 | 16 | 1 | 5  | 54  | 13 | +41  |
|  | 4.   | FCF Juvisy          | 70 | 22 | 15 | 3 | 4  | 62  | 30 | +32  |
|  | 5.   | Saint-Étienne       | 56 | 22 | 11 | 1 | 10 | 25  | 27 | -2   |
|  | 6.   | Hénin-Beaumont (-3) | 45 | 22 | 8  | 2 | 12 | 19  | 37 | -18  |
|  | 7.   | Rodez               | 45 | 22 | 6  | 5 | 11 | 19  | 29 | -10  |
|  | 8.   | Stade Briochin      | 42 | 22 | 5  | 5 | 12 | 17  | 35 | -18  |
|  | 9.   | Yzeure              | 39 | 22 | 4  | 5 | 13 | 26  | 57 | -31  |
|  | 10.  | Le Mans             | 39 | 22 | 4  | 5 | 13 | 17  | 51 | -34  |
|  | 11.  | Tolosa              | 38 | 22 | 4  | 4 | 14 | 19  | 50 | -31  |
|  | 12.  | La Roche-sur-Yon    | 33 | 22 | 3  | 2 | 17 | 15  | 71 | -56  |

Legenda:
      Campione di Francia e ammessa alla UEFA Women's Champions League 2011-2012.
      Ammessa alla UEFA Women's Champions League 2011-2012.
      Retrocesse in Division 2.
Note:
Quattro punti a vittoria, due a pareggio, uno a sconfitta.
L'Hénin-Beaumont ha scontato 3 punti di penalizzazione.

## Risultati

### Tabellone
|                  | Hén  | Juv  | LaR  | LeM  | Mon  | Oly  | PSG  | Rod  | Sai  | StB  | Tol  | Yze  |
| ---------------- | ---- | ---- | ---- | ---- | ---- | ---- | ---- | ---- | ---- | ---- | ---- | ---- |
| Hénin-Beaumont   | –––– | 1-2  | 4-1  | 2-1  | 0-3  | 0-1  | 0-4  | 0-1  | 1-0  | 2-1  | 1-0  | 0-2  |
| Juvisy           | 1-1  | –––– | 7-1  | 5-0  | 3-1  | 1-3  | 0-0  | 4-0  | 2-1  | 1-0  | 4-2  | 6-0  |
| La Roche-sur-Yon | 1-0  | 2-3  | –––– | 1-2  | 0-4  | 0-4  | 1-6  | 0-2  | 0-1  | 2-1  | 1-1  | 2-1  |
| Le Mans          | 1-2  | 1-2  | 2-1  | –––– | 0-5  | 0-4  | 1-2  | 2-1  | 0-3  | 1-2  | 0-0  | 2-2  |
| Montpellier      | 4-0  | 1-0  | 6-0  | 3-0  | –––– | 0-1  | 3-1  | 2-1  | 0-1  | 5-0  | 5-1  | 3-1  |
| O. Lione         | 7-0  | 7-1  | 10-0 | 9-0  | 1-0  | –––– | 3-0  | 1-0  | 8-0  | 3-0  | 6-0  | 13-0 |
| Paris SG         | 1-2  | 3-1  | 2-0  | 2-1  | 1-0  | 1-2  | –––– | 3-0  | 1-0  | 3-0  | 1-0  | 2-1  |
| Rodez            | 2-0  | 2-4  | 2-0  | 0-0  | 0-2  | 1-3  | 0-1  | –––– | 2-1  | 0-0  | 0-0  | 1-1  |
| Saint-Étienne    | 3-0  | 1-3  | 4-0  | 0-0  | 0-1  | 0-6  | 0-1  | 1-0  | –––– | 2-0  | 3-1  | 2-0  |
| Stade Briochin   | 0-0  | 0-3  | 4-0  | 1-1  | 0-1  | 1-4  | 0-3  | 1-1  | 0-1  | –––– | 1-1  | 2-1  |
| Tolosa           | 1-0  | 0-6  | 3-0  | 1-2  | 0-3  | 1-5  | 1-4  | 2-1  | 0-1  | 0-1  | –––– | 1-3  |
| Yzeure           | 0-3  | 3-3  | 2-2  | 3-0  | 2-2  | 0-5  | 0-1  | 1-2  | 1-0  | 0-2  | 2-3  | –––– |

## Statistiche

### Classifica marcatrici
| Gol |  |  | Giocatore         | Squadra         |
| --- |  |  | ----------------- | --------------- |
| 20  |  |  | Laëtitia Tonazzi  | FCF Juvisy      |
| 19  |  |  | Sandrine Brétigny | Olympique Lione |
| 17  |  |  | Eugénie Le Sommer | Olympique Lione |
| 14  |  |  | Marie-Laure Delie | Montpellier     |
| 14  |  |  | Louisa Nécib      | Olympique Lione |
| 12  |  |  | Camille Abily     | Olympique Lione |
| 12  |  |  | Kátia             | Paris SG        |